# Sara Carracelas
Sara Carracelas García (San Sebastián, 15 de septiembre de 1981) es una deportista española que compitió en natación adaptada. Ganó diez medallas en los Juegos Paralímpicos de Verano entre los años 1996 y 2008.

## Palmarés internacional
| Juegos Paralímpicos | Juegos Paralímpicos      | Juegos Paralímpicos | Juegos Paralímpicos |
| Año                 | Lugar                    | Medalla             | Prueba              |
| ------------------- | ------------------------ | ------------------- | ------------------- |
| 1996                | Atlanta (Estados Unidos) | Medalla de oro      | 50 m espalda S2     |
| 1996                | Atlanta (Estados Unidos) | Medalla de oro      | 50 m libre S2       |
| 1996                | Atlanta (Estados Unidos) | Medalla de bronce   | 100 m libre S2      |
| 2000                | Sídney (Australia)       | Medalla de oro      | 50 m espalda S2     |
| 2000                | Sídney (Australia)       | Medalla de plata    | 100 m libre S2      |
| 2000                | Sídney (Australia)       | Medalla de bronce   | 50 m libre S2       |
| 2004                | Atenas (Grecia)          | Medalla de oro      | 50 m espalda S2     |
| 2004                | Atenas (Grecia)          | Medalla de oro      | 50 m libre S2       |
| 2004                | Atenas (Grecia)          | Medalla de oro      | 100 m libre S2      |
| 2008                | Pekín (China)            | Medalla de bronce   | 50 m espalda S2     |